# Associação Botafogo Futebol Clube
A Associação Botafogo Futebol Clube, ou apenas Botafogo-DF e anteriormente denominado Clube Esportivo Guará, é um clube de futebol brasileiro, antes sediado em Guará, no Distrito Federal e administrado pela Brasília Holding. Houve novas mudanças da sua sede, primeiro para Novo Gama, em Goiás e por fim, em Santo Antônio do Descoberto, no mesmo estado e manda seus jogos no Bezerrão.
O Esportivo Guará, na comemoração de cinco anos de sua fundação, firmou parceria com o Botafogo de Futebol e Regatas, passando a adotar o nome, o escudo, as cores e o uniforme da equipe do Rio de Janeiro. As cores principais da equipe eram o branco, o azul e o vermelho, transformando-se então no preto, branco e amarelo.

## História

### Esportivo Guará
Dois anos após sua fundação, o Esportivo Guará venceu a segunda divisão do Campeonato Metropolitano em 2006 e em 2007 foi vice-campeão Brasiliense. Todavia, o Esportivo Guará foi rebaixado para a segunda divisão do Campeonato Metropolitano de Futebol em 2008. 
O mascote do clube era o tigre e, por causa de suas cores azul, vermelha e branca, o Esportivo Guará tinha como alcunha Tigrão Tricolor. Em Guará, há também um clube homônimo, o Clube de Regatas Guará.

### Botafogo-DF
Em 14 de julho de 2009, foi oficializado o acordo entre os diretores do Esportivo Guará e do Botafogo de Futebol e Regatas. O clube do Distrito Federal, que se encontrava na segunda divisão do Campeonato Brasiliense, encontrou na equipe carioca a oportunidade de mútua cooperação. O novo Botafogo-DF passaria a realizar trabalhos de desenvolvimento e revelação de atletas que seriam repassados à matriz em caso de interesse do clube e talento indivudual do futebolista, enquanto receberia do Rio de Janeiro jogadores que não teriam mais espaço na equipe ou em busca de experiência na filial. Logo, o antigo presidente do Guará, José Paulino da Silva (José Neto), foi alçado ao posto de presidente de honra do novo clube, com Walter Teodoro assumindo o cargo máximo da entidade.
Como diferencial o escudo clássico do Botafogo teve incluído a sigla DF, contorno branco e da estrela todos em amarelo.
Dentre os projetos do novo clube, consta a inauguração do Centro de Treinamento em Recanto das Emas (DF), para o ano de 2012.
Em agosto de 2009, o clube anunciou a contratação do jogador Túlio Maravilha, que teve passagem marcante na matriz carioca. O atacante foi destaque da primeira partida do novo clube, fazendo dois gols na vitória por 4-2 sobre o Brazsat, no Mané Garrincha, aumentando a expectativa para o 900º gol do artilheiro.
Logo em seu primeiro ano, o Botafogo-DF conseguiu acesso à Primeira Divisão do Campeonato Brasiliense de Futebol de 2010, mesmo sendo derrotado na final, por 2-1, para a Ceilandense.
Tulio Maravilha é o maior artilheiro do Botafogo-DF com 44 gols e fez os gols históricos nº 900 e nº 950 na sua carreira pelo alvinegro candango. O clube foi rebaixado para a segunda divisão, após o término do campeonato candango de 2013.
Em 2022 o clube mudou sua sede para Cristalina no estado de Goiás.

## Símbolos

### Escudo
| Evolução do Escudo do Botafogo | Evolução do Escudo do Botafogo | Evolução do Escudo do Botafogo | Evolução do Escudo do Botafogo | Evolução do Escudo do Botafogo | Evolução do Escudo do Botafogo | Evolução do Escudo do Botafogo | Evolução do Escudo do Botafogo |
| Esportivo Guará - 2004 – 2009  | Botafogo - 2009 – 2022         | Botafogo - 2022 – Atual        |                                |                                |                                |                                |                                |
| ------------------------------ | ------------------------------ | ------------------------------ | ------------------------------ | ------------------------------ | ------------------------------ | ------------------------------ | ------------------------------ |

## Títulos
| DISTRITAIS | DISTRITAIS                               | DISTRITAIS | DISTRITAIS |
|            | Competição                               | Títulos    | Temporadas |
| ---------- | ---------------------------------------- | ---------- | ---------- |
|            | Campeonato Brasiliense - Segunda Divisão | 1          | 2006*      |

 *Ainda sobre o nome de Clube Esportivo Guará.

### Campanhas de destaque
- Vice-Campeonato Brasiliense-2ª Divisão:  2009.
- Vice-Campeonato Brasiliense:  2007.

## Ranking da CBF
Ranking atualizado em dezembro de 2014
- Posição: 218º
- Pontuação: 51 pontos[13]

Ranking criado pela Confederação Brasileira de Futebol para pontuar todos os clubes do Brasil.